# Stephen Altschul
Stephen Frank Altschul (* 28. Februar 1957) ist ein US-amerikanischer Bioinformatiker, bekannt als Mitentwickler des BLAST-Programms in der Gensequenzierung.
Altschul, dessen Vater Partner bei Goldman Sachs war und Vorstand der General American Investors Company, studierte Mathematik an der Harvard University (Bachelor 1979 summa cum laude), unterrichtete dann zwei Jahre in Rom und promovierte 1987 bei Daniel J. Kleitman am Massachusetts Institute of Technology (Aspects of Biological Sequence Comparison). Seine Doktorarbeit war schon über Gensequenzvergleiche, worüber er mit Bruce Erickson und Peter Sellers von der Rockefeller University zusammenarbeitete. Er war danach an den National Institutes of Health im National Center for Biotechnology Information (NCBI), wo er mit Eugene Myers (der von der University of Arizona als Gastwissenschaftler am NCBI war), David J. Lipman (dem damaligen NCBI Direktor, der auch 1985 den FASTA-Algorithmus entwickelte), Warren Gish (der den Großteil der Implementierung machte) und Webb Miller den BLAST-Algorithmus zum Sequenzvergleich entwickelte. Ihre Arbeit von 1990 war die meistzitierte wissenschaftliche Arbeit der 1990er Jahre. Bei der Entwicklung der Sequenzierungsalgorithmen arbeitete er auch mit Samuel Karlin zusammen. 1997 veröffentlichte er mit Mitarbeitern eine weiterentwickelte Version (Gapped-BLAST, PSI-BLAST). Er ist Gruppenleiter am NCBI in Bethesda (Maryland).